# Монтклер (Каліфорнія)
Монтклер (англ. Montclair) — місто (англ. city) в США, в окрузі Сан-Бернардіно штату Каліфорнія. Населення — 37 865 осіб (2020).

## Географія
Монтклер розташований за координатами 34°4′17″ пн. ш. 117°41′53″ зх. д. / 34.07139° пн. ш. 117.69806° зх. д. (34.071452, -117.698054).  За даними Бюро перепису населення США в 2010 році місто мало площу 14,29 км², уся площа — суходіл.

## Демографія
Згідно з переписом 2010 року, у місті мешкали 36 664 особи в 9523 домогосподарствах у складі 7776 родин. Густота населення становила 2566 осіб/км².  Було 9911 помешкання (694/км²).
Расовий склад населення:
| - 52,7 % — білих - 9,3 % — азіатів - 5,2 % — чорних або афроамериканців - 1,2 % — корінних американців - 0,2 % — вихідців з тихоокеанських островів - 27,0 % — осіб інших рас |

До двох чи більше рас належало 4,4 %. Частка іспаномовних становила 70,2 % від усіх жителів.
За віковим діапазоном населення розподілялося таким чином: 29,3 % — особи молодші 18 років, 62,3 % — особи у віці 18—64 років, 8,4 % — особи у віці 65 років та старші. Медіана віку мешканця становила 30,7 року. На 100 осіб жіночої статі у місті припадало 99,1 чоловіків;  на 100 жінок у віці від 18 років та старших — 96,8 чоловіків також старших 18 років.
Середній дохід на одне домашнє господарство  становив 61 024 долари США (медіана — 49 366), а середній дохід на одну сім'ю — 63 621 долар (медіана — 53 493). Медіана доходів становила 35 715 доларів для чоловіків та 30 003 долари для жінок. За межею бідності перебувало 16,9 % осіб, у тому числі 24,5 % дітей у віці до 18 років та 11,0 % осіб у віці 65 років та старших.
Цивільне працевлаштоване населення становило 16 528 осіб. Основні галузі зайнятості: освіта, охорона здоров'я та соціальна допомога — 17,7 %, виробництво — 16,0 %, роздрібна торгівля — 14,4 %.